# New York Film Critics Online Awards 2018
18. ročník předávání cen New York Film Critics Online se konal dne 9. prosince 2018.

## Nejlepších deset filmů
1. Roma

- BlacKkKlansman
- Favoritka
- Green Book
- If Beale Street Could Talk
- Zrodila se hvězda
- Vice
- Beze stop
- Zoufalství a naděje
- Eighth Grade

## Vítězové

### Nejlepší film
- Roma

### Nejlepší režisér
- Alfonso Cuarón – Roma

### Nejlepší scénář
- Deborah Davis a Tony McNamara – Favoritka

### Nejlepší herec v hlavní roli
- Ethan Hawke – Zoufalství a naděje

### Nejlepší herečka v hlavní roli
- Melissa McCarthy – Can You Ever Forgive Me?

### Nejlepší herec ve vedlejší roli
- Richard E. Grant – Can You Ever Forgive Me?

### Nejlepší herečka ve vedlejší roli
- Regina Kingová – If Beale Street Could Talk

### Nejlepší dokument
- Won't You Be My Neighbor?

### Nejlepší cizojazyčný film
- Studená válka (Polsko)

### Nejlepší animovaný film
- Spider-Man: Paralelní světy

### Nejlepší kamera
- Alfonso Cuarón – Roma

### Nejlepší debut
- Bo Burnham – Eighth Grade

### Objev roku
- Elsie Fisher – Eighth Grade

### Nejlepší obsazení
- Favoritka

### Nejlepší použití hudby
- Nicholas Britell – If Beale Street Could Talk